# 拉利伯塔德縣
2°14′0″S 80°54′0″W / 2.23333°S 80.90000°W
拉利伯塔德縣（西班牙語：Cantón La Libertad），是厄瓜多爾的縣份，位於該國西部，由聖埃倫娜省負責管轄，首府設於拉利伯塔德，面積25平方公里，2001年人口77,646，人口密度每平方公里3,105.84人。